# Semanário Económico (Angola)
Semanário Económico ist eine seit dem 23. September 2009 donnerstags erscheinende Wirtschafts-Wochenzeitung in Angola. Die Zeitung, mit Sitz in Luanda (Angola), wird von der einzigen privat geführten angolanischen Mediengruppe, der Medianova redaktionell bearbeitet, gedruckt und verbreitet. Sie erscheint  im Broadsheet-Format. Sparten der Zeitung sind „Geschäftswelt“, „Makro- und Finanzwirtschaft“ und „Beschäftigung und Beruf“. Chefredakteur ist Pedro Narciso.